# Węzeł autostradowy Antwerpen-Nord
Węzeł autostradowy Antwerpen-Nord (nl. Knooppunt Antwerpen-Noord, fr. Échangeur d’Anvers-Nord) – węzeł drogowy w Antwerpii na skrzyżowaniu belgijskich autostrad R1 (obwodnicy Antwerpii), A1 (część trasy europejskiej E19) oraz A12. Węzeł otwarty został w roku 1970.